# Artimpaza perfida
Artimpaza perfida là một loài bọ cánh cứng trong họ Cerambycidae.